# Луцій Муссій Еміліан

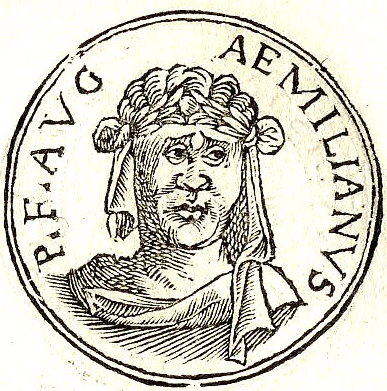
Портрет Еміліана у формі монети

Луцій Муссій Еміліан (лат. Lucius Mussius Aemilianus; пом. 261 або 262 р.) — римський узурпатор.

## Біографія
Імовірно, Еміліан мав італійські корені. Він належав до стану вершників, був офіцером Римської армії за часів правління Філіппа Араба і Валеріана. Був префектом провінції Єгипет, де відповідав за виконання Валеріанових законів проти християн
Муссій Еміліан підтримав повстання Макріана проти Галлієна (260–261). Коли Макріан зазнав поразки, Еміліан, ймовірно, оголосив себе імператором. Галлієн послав свого полководця Аврелія Феодота до Єгипту, щоб той розправився з узурпатором. Після короткої боротьби Феодот переміг (це відбулося до 30 березня 262 року). Еміліана схопили, згодом він був задушений у в'язниці. Також був страчений його можливий спільник Мемор.